# Wyżeł niemiecki szorstkowłosy
Wyżeł niemiecki szorstkowłosy – jedna z ras psów należąca do grupy wyżłów, zaklasyfikowana do sekcji wyżłów kontynentalnych, w podsekcji psów w typie gończego. Typ wyżłowaty. Podlega próbom pracy.

## Charakterystyka ogólna
Wyżeł niemiecki szorstkowłosy jest zaliczany do tzw. legawców, który powstał na drodze krzyżowania takich ras jak: pudel, pointer, gryfon, airedale terrier oraz innych odmian wyżła niemieckiego.
Ceniony przez grono myśliwskie za twardą stójkę, dobry węch, odporność na trudne warunki pogodowe w pracy. Sprawdza się w polowaniach na obszarach leśnych i bagiennych. Inteligentny, szybko się uczy i przywiązuje do swojego właściciela. Nazwę zawdzięcza typowi owłosienia ("Draht" oznacza w języku niemieckim "drut"). 

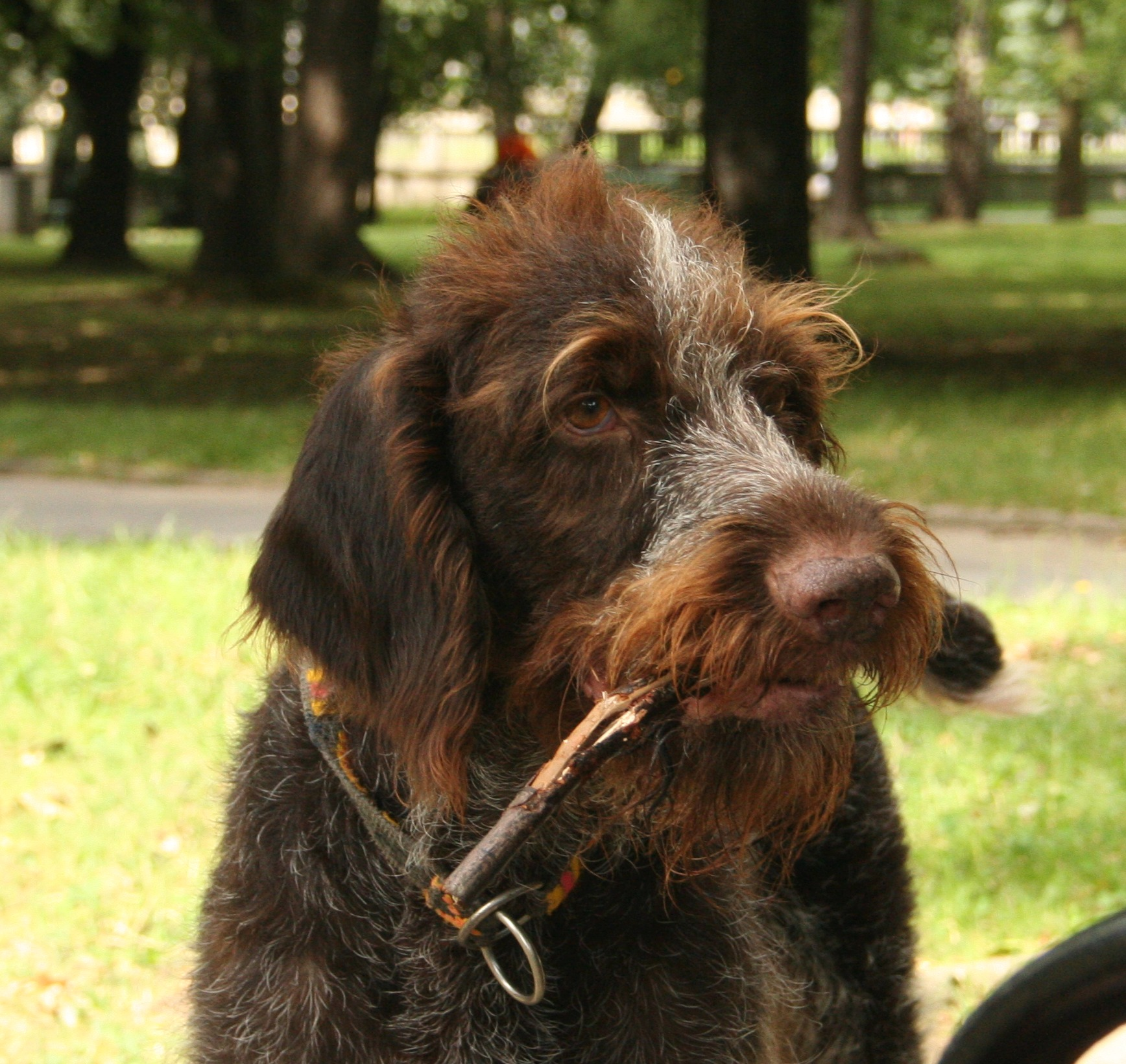
Głowa dorosłej suki wyżła niemieckiego szorstkowłosego

### Wygląd ogólny
Proporcje ciała wyżła niemieckiego szorstkowłosego są harmonijne, a sylwetka krępa. Posiada głowę długą o stosunkowo szerokiej kufie. Oczy są barwy ciemnej, a uszy trójkątne.
Klatka piersiowa jest szeroka oraz głęboka. Linia zadu jest spadzista i długa, a brzuch podkasany. Ogon kopiowany jest noszony równo z linią grzbietu.
Włos jest szorstki, przylegający i gęsty, stanowi ochronę przed utrudniającymi pracę czynnikami tj. zimno czy chaszcze. W różnych częściach ciała posiada różną długość: krótszy jest w dolnych partiach kończyn, najgęściejszy na uszach oraz twardy na brwiach i kufie, gdzie tworzy wąsy oraz brodę. 
Dopuszczalne są wszystkie typy umaszczenia, od czarnej do jasnobrązowej, przy czym szata może być jednolita lub stanowić kombinację rozmaitych łat. Dopuszczalne jest także występowanie dereszu oraz dropiowatości.